# 克罗附近圣奥拉杜
克罗附近圣奥拉杜（法語：Saint-Oradoux-près-Crocq，法語發音：[sɛ̃.t‿ɔʁadu pʁɛ kʁo]）是法国克勒兹省的一个市镇，属于欧比松区。

## 地理
克罗附近圣奥拉杜（45°52'42"N, 2°23'17"E）面积13.36 平方千米，位于法国新阿基坦大区克勒兹省，该省份为法国中部省份，位于法國中央高原西北部，北起安德尔省和谢尔省，西接维埃纳省，南至科雷兹省，东临多姆山省，东北与阿列省接壤。
与克罗附近圣奥拉杜接壤的市镇（或旧市镇、城区）包括：巴维尔、克罗、莫特、圣巴尔、圣帕尔杜达尔内、拉维勒讷沃、拉维勒泰勒。
克罗附近圣奥拉杜的时区为UTC+01:00、UTC+02:00（夏令时）。

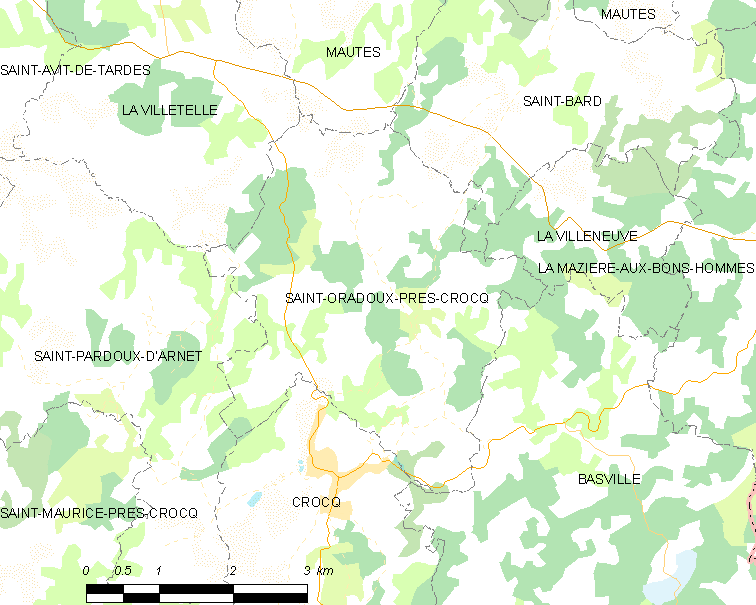
克罗附近圣奥拉杜的OSM定位图

## 行政
克罗附近圣奥拉杜的邮政编码为23260，INSEE市镇编码为23225。

## 政治
克罗附近圣奥拉杜所属的省级选区为欧藏斯县。

## 人口

1962-2008年间克罗附近圣奥拉杜人口变化图示

克罗附近圣奥拉杜于2022年1月1日时的人口数量为109人。